# Del City
Del City is een plaats (city) in de Amerikaanse staat Oklahoma, en valt bestuurlijk gezien onder Oklahoma County.

## Demografie
Bij de volkstelling in 2000 werd het aantal inwoners vastgesteld op 22.128.
In 2006 is het aantal inwoners door het United States Census Bureau geschat op 21.904, een daling van 224 (-1,0%).

## Geografie
Volgens het United States Census Bureau beslaat de plaats een oppervlakte van
19,5 km², geheel bestaande uit land.

## Plaatsen in de nabije omgeving
De onderstaande figuur toont nabijgelegen plaatsen in een straal van 12 km rond Del City.